# Vladimir Nikitin (boxe anglaise)
Pour les articles homonymes, voir Nikitine.
Vladimir Olegovich Nikitin (en Russe: Владимир Олегович Никитин) est un boxeur russe né le 25 mars 1990.

## Carrière
Il remporte la médaille d'argent aux championnats du monde de boxe amateur 2013, à la suite de sa défaite en finale face à Javid Chalabiyev. La même année il obtient la médaille de bronze lors des championnats d'Europe à Minsk.
Nikitin remporte également une médaille de bronze dans la catégorie des poids coqs aux Jeux olympiques d'été de 2016 à Rio de Janeiro après sa victoire en quart de finale contre l'Irlandais Michael Conlan. Il décidera de déclarer forfait pour son combat de demi-finale en raison d’une blessure.